# Зграда старе поште у Панчеву
Зграда старе поште у Панчеву, саграђена је 1940. године за потребе Агенције Државне хипотекарне банке Југославије и представља непокретно културно добро као споменик културе.
Стара пошта у Панчеву подигнута је по пројектима руских архитеката В. Ф. Баумгартена и Анатолија Солодова. Након рата преуређена је за потребе ПТТ службе града Панчева. Грађевина има подрум, сутерен, приземље и три спрата са преуређеним таваном, док је у крилу зграде мезанин. Пројектом су у подруму и сутерену били предвиђени котларница са просторијама за гориво, склониште од напада из ваздуха, артерски бунар са резервоаром, хидрофором и пумпом, итд. У приземљу су биле банчина сала са трезорима и публичним холом, главни вистибил, одељења за канцеларије и споредне просторије за стражу, телефонску централу и гардеробе са тоалетима за особље. У мезанину је био смештен економат. 
С обзиром да је након Другог светског рата у ову зграду смештена служба ПТТ, највећи деоо приземља данас заузима шалтер сала са улазним холом, док су у осталом простору смештене канцеларије службеника поште. Осим тога, у приземљу је смештен и трезор за чување вредносних пошиљки. На спрату су углавном канцеларије службеника поште. Првобитно су на спрату била смештена одељења за банчине канцеларије, са тоалетима за особље, један стан за шефа Агенција на првом спрату и један стан за послужитеља на другом спрату. На тавану је такође био стан за послужитеља, вешерница и просторије банчине архиве за тоалетима за особље. 
Зграда је зидана од опеке у цементном малтеру, са носећим стубовима од бетона и армираног бетона. Конструктивни носећи зидови изведени су у бетону. Међуспратне и таванске конструкције изведене су од ситноребрасте армиранобетонске конструкције са равним крововима. Објекат је монументалан и стабилан, са посебно монументално обрађеним уличним фасадама које су изведене од вештачког камена, док су сокл зграде, завршне хоризонталне плоче сокла, прозорски банци, стубови главне фасаде и улазно степениште од природног првокласног јабланичког црног гранита. Зидови главног улаза, вестибила и главне сале, као и патоси у тим просторијама, у споредном улазу и ходницима спратова обложени су природним мермером. Брачки кречњак је коришћен у виду плоча испод прозора првог спрата, између стубова, итд. Осим тога, обе фасаде су обложене вештачким каменом, као и унутрашњи зидови објекта и подови у унутрашњости од тераца. Осим прозорима, главна сала је осветљена уз помоћ врло декоративног, кружног стакленог плафона са проводним призмама. 
Објекат има два улаза: главни из Улице Петра Драпшина и споредни, скромнији из Штросмајерове улице. Изградњом зграде Старе поште, некадашње Агенције државне хипотекарне банке на углу Штросмајерове улице и Улице Петра Драпшина, односно на западној страни Трга Краља Петра Првог, у некада најлепшем и најпрометнијем делу града, Панчево је добило прву модерно зидану монументалну грађевину. Последње забележено дело познатог архитекте Баумгартена носи ознаке касног модернизма: строго кубична форма, монументални стубови који маркирају улаз кроз више етажа, снажни кровни венац. С обзиром да се налази на једном од два градска трга у Панчеву, зграда има како архитектонске, тако и изразите амбијенталне вредности.